# أندريا لوي
أندريا لوي (بالإنجليزية: Andrea Lowe)‏ هي ممثلة بريطانية، ولدت في 1975 في المملكة المتحدة.

## وصلات خارجية
- أندريا لوي على موقع IMDb (الإنجليزية)
- أندريا لوي على موقع قاعدة بيانات الفيلم (الإنجليزية)